# ويليام تومسون
ويليام تومسون (بالإنجليزية: William Thompson)‏ (18 يناير 1866 في المملكة المتحدة - 28 سبتمبر 1920 في المملكة المتحدة) هو لاعب كريكت بريطاني (وحمل سابقاً جنسية المملكة المتحدة لبريطانيا العظمى وأيرلندا). لعب مع Liverpool and District cricket team ‏.

## وصلات خارجية
- ويليام تومسون على موقع إي آس بي آن كريك إنفو (الإنجليزية)